# Kaikroddare
Kaikroddare, även känd som Turkisk roddare i Konstantinopels hamn, är en akvarellmålning av Anders Zorn från 1886 som finns i fyra versioner. De två första ägs av offentliga institutioner, Zornsamlingarna i Mora och Nationalmuseum i Stockholm, medan de två senare ingår i privata samlingar. 
Under makarna Zorns nästan ett år långa bröllopsresa anlände de i december 1885 till Konstantinopel. De kom sjövägen från Svarta havet och genom Bosporen. Zorn skrev i sina minnesanteckningar "Åh, jag ska aldrig glömma mitt uppvaknande på morgonen vid inloppet till Bosporen. Vi hade lämnat ett landskap täckt av alnsdjup snö och -15 grader och såg nu ut över grönskande stränder och vita minareter belysta av morgonsolen". Det var i Konstantinopel som Zorn lade grunden till sitt intresse för vattenytor (jämför Dalarömålningar Reflexer, Sommarnöje och Ute). Han fascinerades också av de smäckra roddbåtarna som kallas kaik, dess roddare och den livligt skimrande stadsbebyggelsen som hägrar i bildens bakgrund. "Jag började snart måla på vattnet" skriver han i sina minnesanteckningar och avslöjar därmed att han suttit i båtens akter, varifrån han kunnat studera den senige roddarens hela muskelspel. Zorn använde sig av samma bildperspektiv i Midnatt (1891). 
På den första versionen, Moraversionen, har Zorn skrivit ”Constantinopel jan 86” i det nedre hörnet till höger. Även den andra (något mindre) versionen, som Nationalmuseum benämner Turkisk roddare i Konstantinopels hamn, är utförd i Konstantinopel. Den tredje och möjligen även den fjärde är dock målade i Paris. Moraversionen fokuserar på kaikroddaren och kraften i hans rörelser. I bildens bakgrund skymtas konturerna av Topkapipalatset på Seraljudden. I den andra versionen har fler detaljer lagts till, bland annat en mötande kaik och en större segelskuta i bakgrunden. De två senare tavlorna är något större och innehåller en bildkompositionen som liknar tavlan på Nationalmuseum. Den version som finns i Nationalmuseums samlingar testamenterades 1892 till museet av Gustaf Maurits Lamm, kusin till Emma Zorn.  